# Lepidosperma evansianum
Lepidosperma evansianum är en halvgräsart som beskrevs av Karen Louise Wilson. Lepidosperma evansianum ingår i släktet Lepidosperma och familjen halvgräs.
Artens utbredningsområde är New South Wales. Inga underarter finns listade i Catalogue of Life.